# Droga wojewódzka nr 510
Droga wojewódzka nr 510 (DW510) – droga wojewódzka o długości 22 km, biegnąca od granicy państwa Polski z Rosją do Pieniężna DW507. 
Droga w całości biegnie na terenie powiatu braniewskiego (gmin: Lelkowo i Pieniężno).

## Miejscowości na trasie
- Granica państwowa niedaleko Młynowa
- Głębock
- Sówki
- Lelkowo
- Dębowiec
- Wilknity
- Łajsy
- Pieniężno